# پلزنت گروو، شهرستان یونیون، آرکانزاس
پلزنت گروو (به انگلیسی: Pleasant Grove) یک منطقهٔ مسکونی در ایالات متحده آمریکا است که در شهرستان یونیون، آرکانزاس واقع شده‌است. پلزنت گروو ۶۷٫۹۷ متر بالاتر از سطح دریا واقع شده‌است.